# جريج ج. هاريسون
جريج ج. هاريسون (بالإنجليزية: Greg J. Harrison)‏ هو طبيب بيطري مختص في الطيور  ويشار إلى أنه أنشأ أول عيادة للطيور في الولايات المتحدة، مستشفى ليك وورث للطيور بفلوريدا. وكان في وقت لاحق أحد مؤسسي شركة دولية تقوم بتصنيع خط منتجات أغذية الطيور هاريسون (بالإنجليزية: Harrison's Bird Foods)‏. كان هاريسون أيضًا مساهمًا رئيسيًا ومحررًا للعديد من النصوص الأقدم والأكثر شهرة في هذا المجال بما في ذلك طب الطيور: المبادئ والتطبيقات والطب السريري للطيور. والخلاصة البيطرية الطيور.